# 普罗旺西
普罗旺西（法語：Provency，法語發音：[pʁɔvɑ̃si]）是法国勃艮第-弗朗什-孔泰大区约讷省的一个市镇，属于阿瓦隆区。

## 地理
普罗旺西（47°32'47"N, 3°57'21"E）面积11.88 平方千米，位于法国勃艮第-弗朗什-孔泰大區约讷省，该省份为法国中北部内陆省份，西接卢瓦雷省，西北接塞纳-马恩省，南至涅夫勒省，东临科多尔省，东北与奥布省接壤。
与普罗旺西接壤的市镇（或旧市镇、城区）包括：索维尼勒布瓦、阿蒂、埃托勒、圣科隆布、托里。

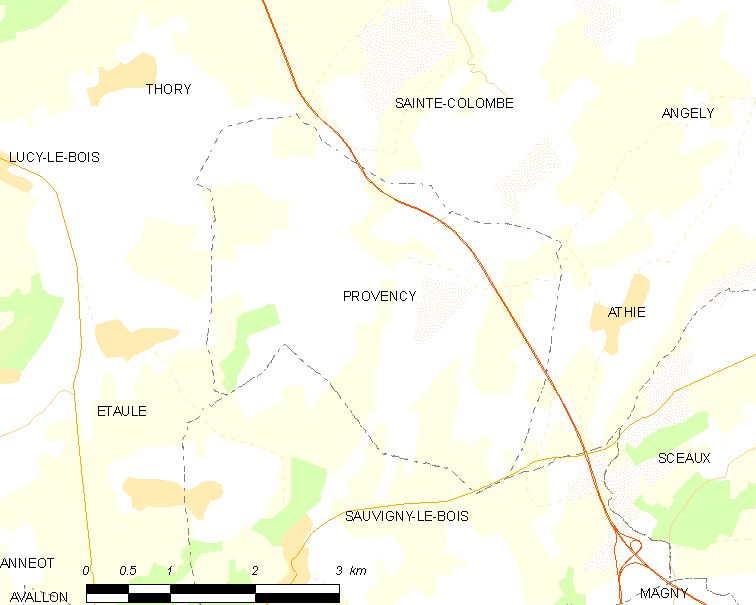
普罗旺西的OSM定位图

普罗旺西的时区为UTC+01:00、UTC+02:00（夏令时）。

## 行政
普罗旺西的邮政编码为89200，INSEE市镇编码为89316。

## 政治
普罗旺西所属的省级选区为阿瓦隆县。

## 人口

1962-2008年间普罗旺西人口变化图示

普罗旺西于2022年1月1日时的人口数量为249人。